# Winterlong
I Winterlong sono un gruppo musicale heavy metal svedese fondato nel 1998.	 

## Formazione

### Formazione attuale
- Lars Thorbjorn Englund - chitarra, basso, tastiere
- Leif Eriksson - batteria

### Ex componenti
- Anders Johansson - batteria
- Andreas Lill − batteria
- Hussni Mörsare − chitarra, voce
- Mikael Holm − voce
- Peter Uven − basso
- Mikkael Pekkonen − batteria
- Mistheria − tastiere
- Toni Erkkilä - batteria
- Johan Erik Tornberg - basso

## Discografia

### In studio
- Valley of the Lost (2001)
- The Second Coming (2003)
- Winterlong (2005)
- Metal Technology (2006)

### Raccolte
- Longing for Winter (2006)